# Barrage de Cambeyrac
Le barrage de Cambeyrac est un barrage français du Massif central, situé dans le département de l'Aveyron, sur la commune d'Entraygues-sur-Truyère.

## Géographie
Le barrage de Cambeyrac est situé sur la Truyère, un affluent de la rive droite du Lot, dans le département de l'Aveyron. Implanté sur la commune d'Entraygues-sur-Truyère, au lieu-dit Cambeyrac, il s'agit de l'installation hydroélectrique la plus en aval de la rivière.
Sa retenue, longue de six kilomètres commence quelques centaines de mètres en aval du barrage de Couesques. Alimentée par la Truyère, la retenue reçoit également les eaux de ses affluents le Goul et la Selves et d'une douzaine de petits ruisseaux. Elle baigne Entraygues-sur-Truyère et deux autres communes en amont : Campouriez et Saint-Hippolyte.

## Histoire
EDF réalise la conception du projet puis demande la réalisation du chantier en 1951 à l'État. Les travaux préalables sont effectués en 1953.
La construction du barrage de Cambeyrac commence en 1954, pour une mise en service en juillet 1957.

## Caractéristiques
C'est un barrage mobile dont les caractéristiques techniques sont les suivantes :
- hauteur : 14,5 m
- longueur : 130 m
- deux turbines de type Kaplan
- puissance installée 15 MW
- volume du réservoir : 2,7 millions de m3
- superficie du réservoir : 23,4 hectares

## Galerie

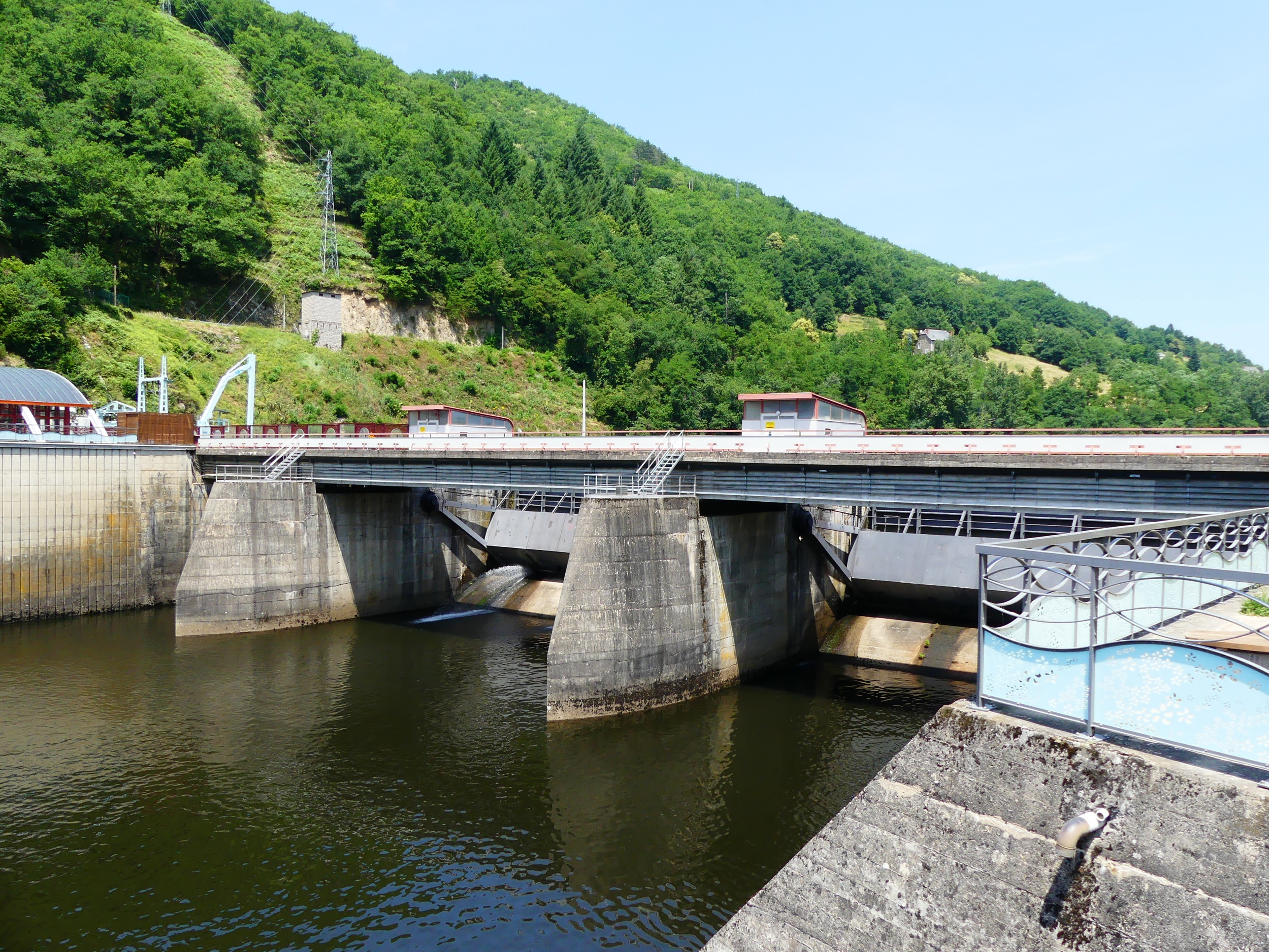
Le barrage.
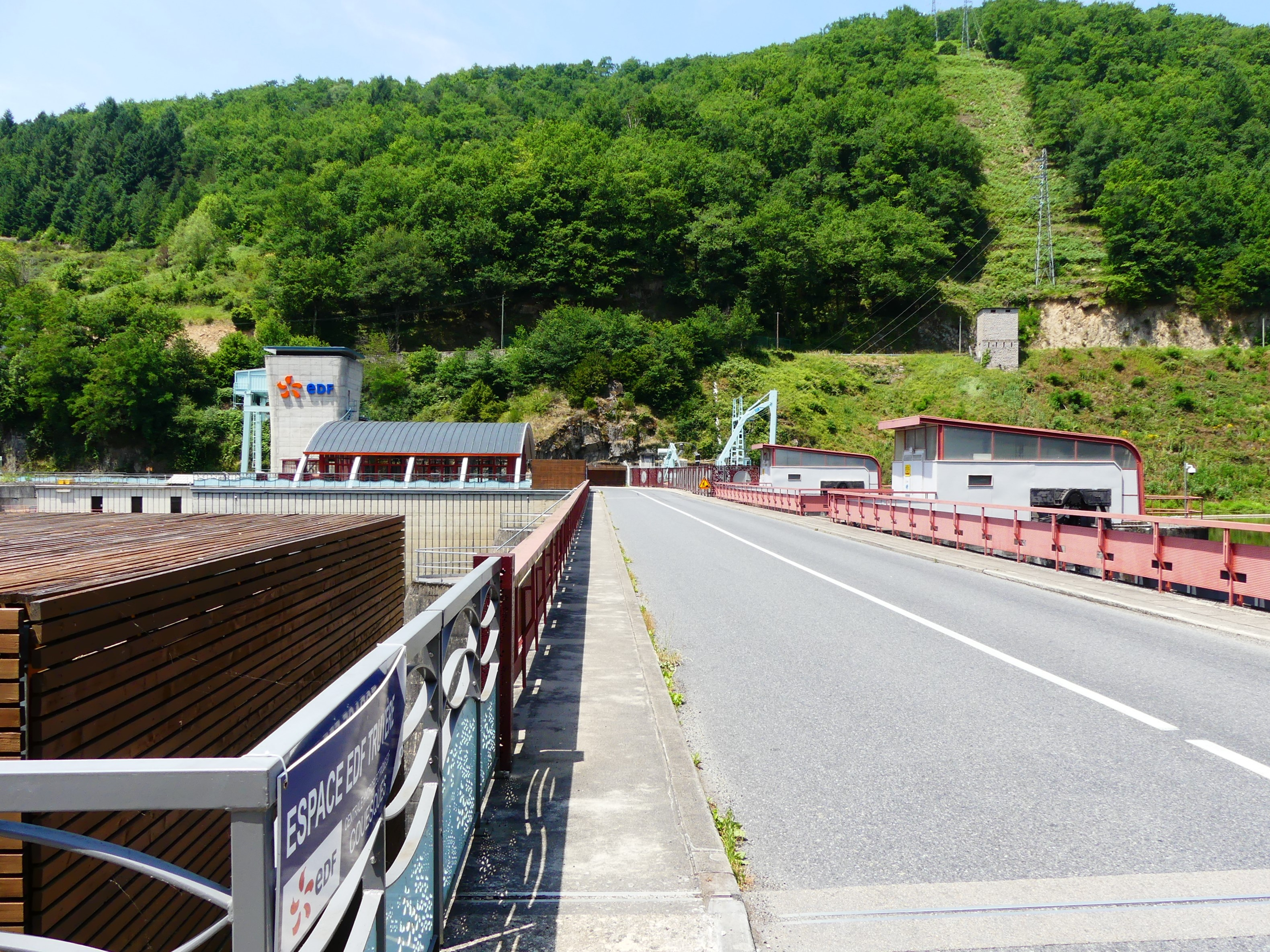
La route qui franchit le barrage.
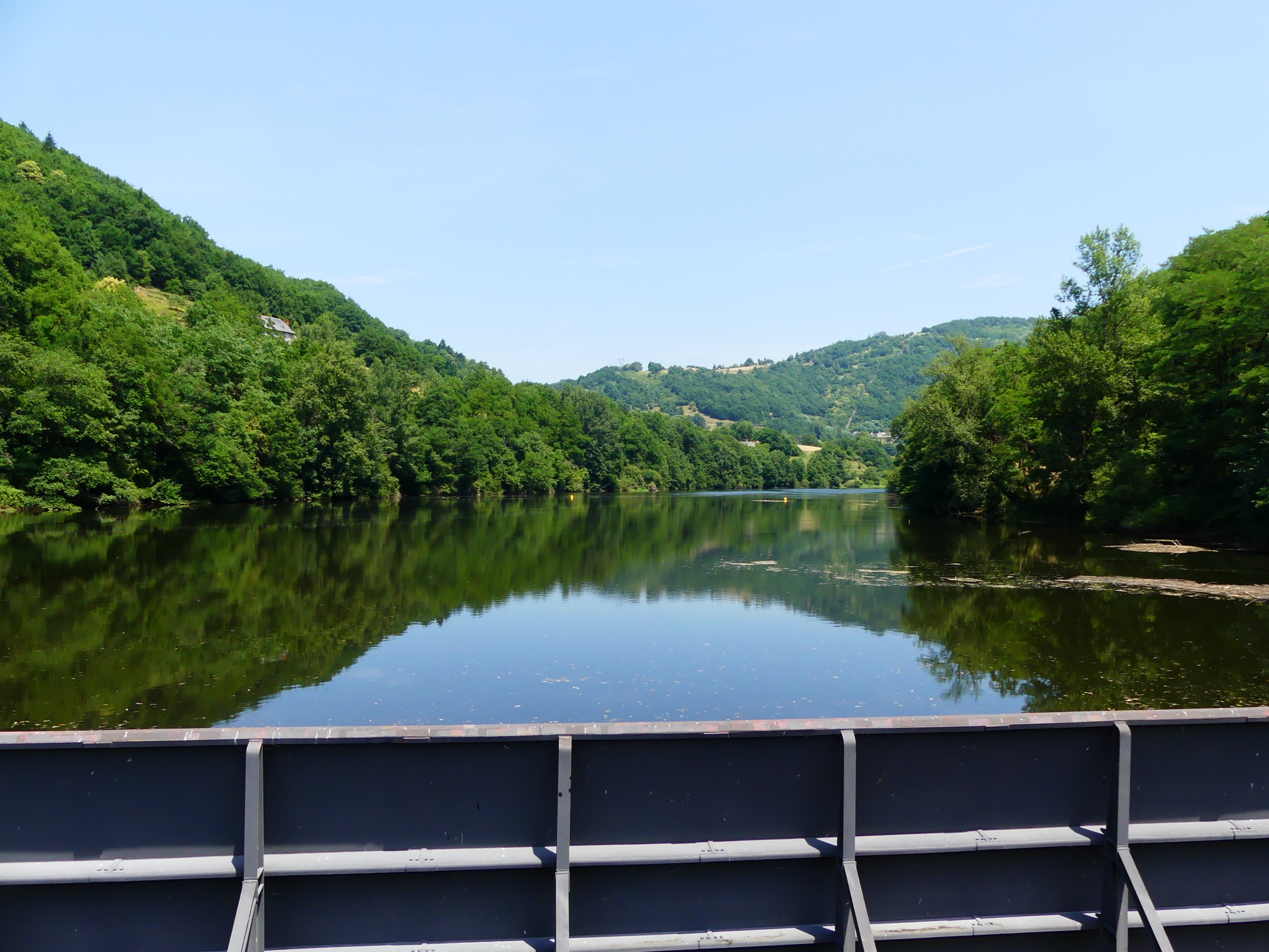
La retenue en amont du barrage.
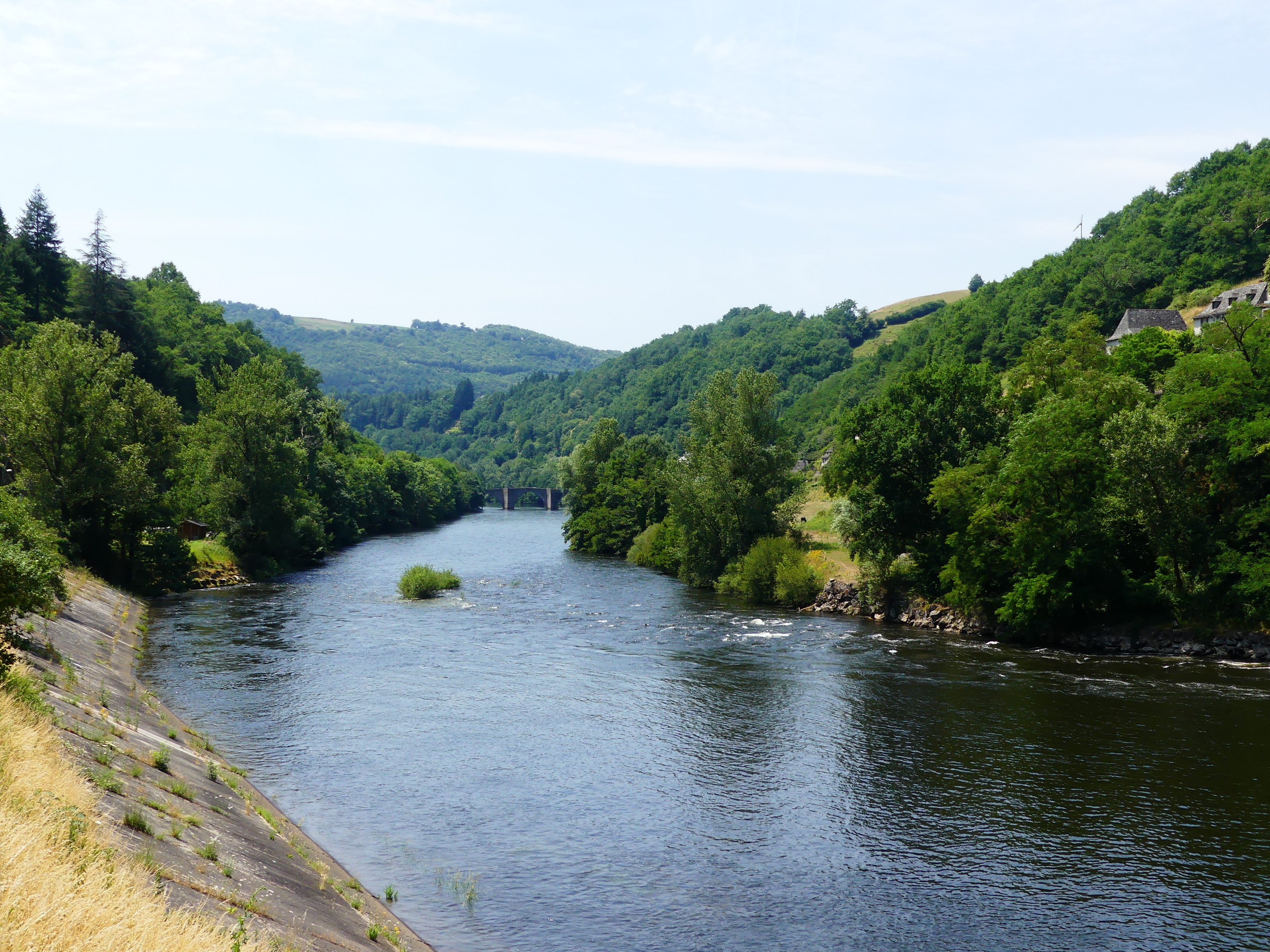
La Truyère en aval du barrage.